# Wolfratshausen
Wolfratshausen és una ciutat del districte de Bad Tölz-Wolfratshausen, localitzat a Baviera, Alemanya. La ciutat tenia 17.118 a 31 de desembre de 2003.

## Història
El primer esment de "Wolveradeshusun" apareix en els documents a partir de l'any 1003. Uns 100 anys més tard, Otto II, el Graf de Deiss-Andechs, va construir un castell en un turó amb vistes a la vall. El castell va ser destruït el 7 d'abril 1734 quan un llamp va caure sobre la torre polvorí. Les pedres de les ruïnes van ser transportats a Múnic on van ser utilitzats per construir la Residència.
Durant la Segona Guerra Mundial, fou un subcamp de treballs forçats del Camp de concentració de Dachau anomenat Föhrenwald. Després de la guerra, el camp de treball va ser utilitzat com un camp de persones desplaçades pels aliats. El 1957, Föhrenwald es va transformar en un suburbi de Wolfratshausen i de nom Waldram, en honor del Senyor de la Münsing que va ser un dels fundadors de la Benediktbeuern Abadia.
En els temps moderns, Wolfratshausen va ser anteriorment la seu del govern del districte, però es va traslladar a Bad Tölz el 1972.

## Geografia
Wolfratshausen es troba a la confluència dels rius Isar i Loisach. La ciutat té 9,13 quilòmetres quadrats i està a 577 metres sobre el nivell del mar.
La ciutat de Wolfratshausen es divideix en les següents subdivisions:
- Altstadt
- Weidach
- Nantwein
- Farchet
- Waldram